# 细尾铲颌鱼
细尾铲颌鱼（学名：Varicorhinus lepturus）为鲤科突吻鱼属的鱼类，是中国的特有物种。分布于元江、广东、福建等，一般栖息于流水水质清澈的水体。该物种的模式产地在海南岛。

## 扩展阅读
維基物種上的相關：细尾铲颌鱼